# Caio Collet
Caio Jotta Collet (San Paolo, 3 aprile 2002) è un pilota automobilistico brasiliano, nel 2018 ha vinto il Campionato francese di Formula 4, è membro della Alpine Academy e dal 2019 Nicolas Todt è il suo manager.

## Carriera

### Formula 4
Nel dicembre del 2017 Collet esordisce in monoposto nel campionato di Formula 4 degli emirati arabi, nelle sette gare disputate riesce a cogliere la sua prima vittoria e sei podi, conclude il campionato in sesta posizione. Nel 2018 il brasiliano si iscrive al Campionato francese di Formula 4, vince sette delle venti gare che disputa, tra le quali una bellissima vittoria in rimonta nel Circuito di Pau. Collet vince il titolo con tre gare d'anticipo sul Circuito di Jerez, e conclude la stagione con 66,5 punti di vantaggio sul secondo.

### Formule minori
Nel 2019 partecipa al campionato Formula Renault con il team R-ace GP, dove colleziona sei podi e arriva quinto nella classifica finale. Nel 2020 partecipa al campionato Toyota Racing con il team mtec Motorsport, nel quale conquista una vittoria. Partecipa per il secondo anno alla Formula Renault, rimanendo con R-ace GP. Nella stagione è un contendente al titolo, vincendo cinque gare, tra le quali una sul Circuito di Imola. Conclude il campionato secondo dietro a Victor Martins.

### FIA Formula 3

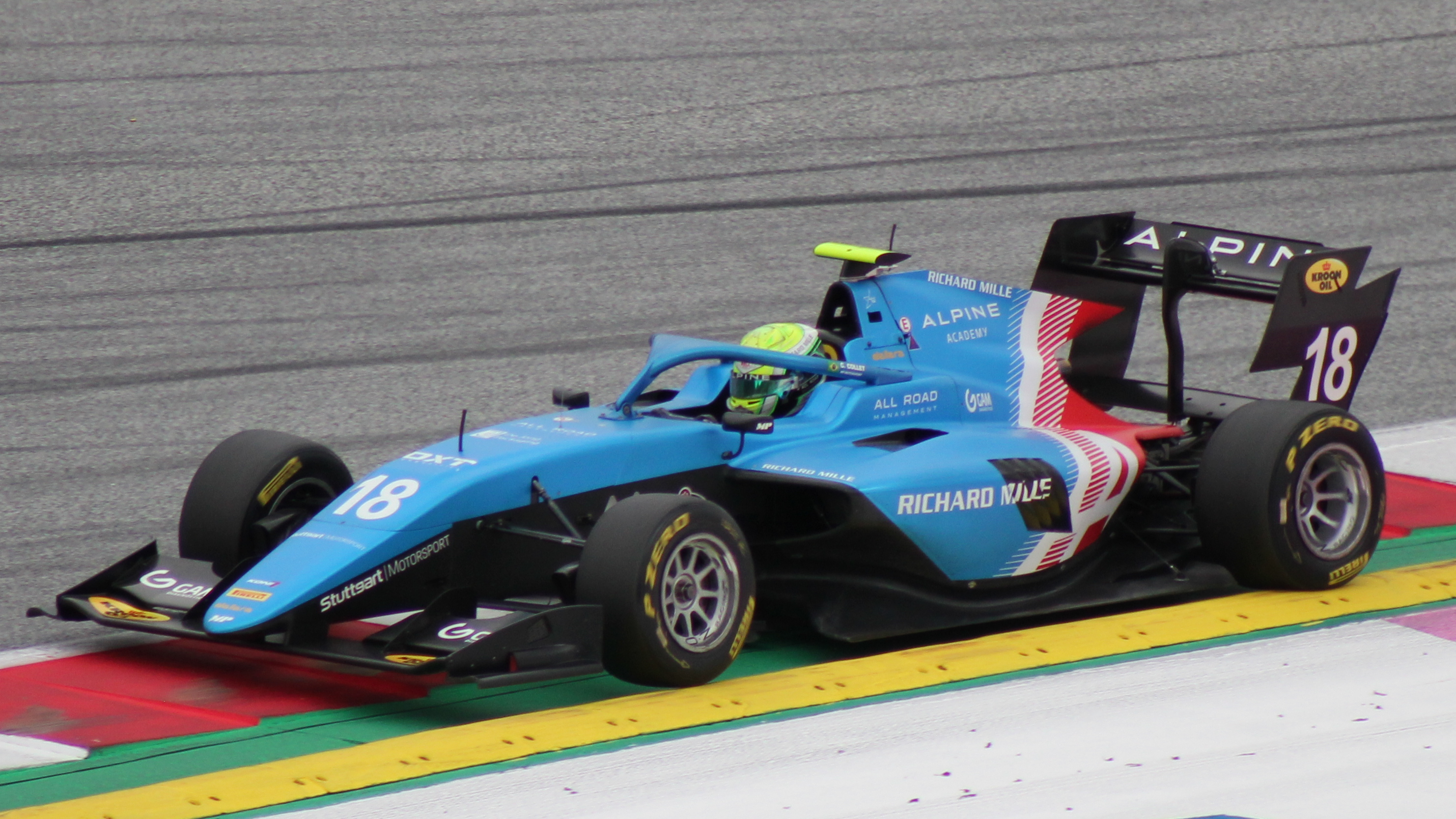
Collet con il team MP Motorsport al Red Bull Ring

Nei test post-stagionali della stagione 2020, sul Circuito di Jerez, Collet partecipa con il team Prema Powerteam. 
Il 9 febbraio 2021, Collet viene ingaggiato dalla MP Motorsport insieme a Victor Martins. Il brasiliano comincia bene nella nuova categoria, segnando il miglior tempo durante i due giorni di test pre stagionali al Red Bull Ring. Nella sua gara d'esordio a Barcellona riesce subito ad arrivare a podio grazie un 3º posto. Al Paul Ricard torna a podio con il terzo posto in una gara in rimonta. Chiude la stagione al nono posto nella classifica generale e secondo tra i Rookie.
Collet viene confermato dal team MP Motorsport anche per la stagione 2022 di Formula 3. Dopo un inizio sotto le aspettative torna a podio sul Circuito di Catalogna grazie al terzo posto in Gara 1. Dopo aver chiuso secondo al Red Bull Ring arriva al Hungaroring la sua prima vittoria stagionale davanti a Zane Maloney, il brasiliano si ripete vincendo la prima gara di Zandvoort davanti a Juan Manuel Correa. Collet chiude la stagione con due vittorie ed altri tre dopo arrivando ottavo in classifica finale.
Nel 2023 Collet rimane in Formula 3 ma cambia casacca, passando al team Van Amersfoort Racing. Nella prima corsa stagionale in Bahrain ottiene il suo ottavo podio nella serie, dopo una serie di risultati sotto le aspettative, al Red Bull Ring ottiene un doppio terzo posto. Nella prima gara sul Circuito di Spa-Francorchamps ottiene la sua prima vittoria della stagione 2023, la terza nella serie. Collet finisce la stagione al nono posto con quattro podi all'attivo.

### Formula E
Dal 2024 il pilota brasiliano entra in Formula E diventa terzo pilota del Nissan Formula E Team. Nel aprile dello stesso anno prende parte ai Rookie test sul Circuito di Misano e in quelli di Berlino con il team nipponico. Nelle due gara dell'E-Prix di Portland, il pilota brasiliano esordisce in Formula E sostituendo l'ammalato Oliver Rowland.

### Indy NXT
Dalla stagione 2024, Collet lascia le corse europee passando alla Indy NXT, serie propedeutica della IndyCar Series, con il team HMD Motorsports. Nella serie ottiene sei podi tra cui la vittoria a Mid-Ohio. Chiude la stagione al terzo posto in campionato dietro Louis Foster e Jacob Abel vendono eletto Rookie of the Year.
Anche per la stagione 2025 viene confermato dal team HMD Motorsports.

## Risultati

### Riassunto Carriera
| Stagione | Serie                       | Team                     | Gara | Vittoria | Pole | GPV | Podi | Punti | Pos. |
| -------- | --------------------------- | ------------------------ | ---- | -------- | ---- | --- | ---- | ----- | ---- |
| 2017-18  | Formula 4 UAE               | Silberpfeil Energy Dubai | 7    | 1        | 2    | 3   | 6    | 124   | 6º   |
| 2018     | Formula 4 francese          | Auto Sport Academy       | 20   | 7        | 3    | 7   | 11   | 303,5 | 1º   |
| 2018     | Formula 4 ADAC              | Prema Theodore Racing    | 3    | 0        | 0    | 0   | 0    | 18    | 16º  |
| 2019     | Eurocup Formula Renault 2.0 | R-ace GP                 | 20   | 0        | 0    | 0   | 6    | 207   | 5º   |
| 2020     | Toyota Racing Series        | R-ace GP                 | 15   | 1        | 1    | 2   | 1    | 219   | 7º   |
| 2020     | Eurocup Formula Renault 2.0 | R-ace GP                 | 20   | 5        | 3    | 4   | 12   | 304   | 2º   |
| 2021     | FIA Formula 3               | MP Motorsport            | 20   | 0        | 0    | 0   | 2    | 93    | 9º   |
| 2022     | FIA Formula 3               | MP Motorsport            | 18   | 2        | 1    | 2   | 5    | 88    | 8º   |
| 2023     | FIA Formula 3               | Van Amersfoort Racing    | 18   | 1        | 0    | 1   | 4    | 73    | 9º   |
| 2024     | Formula E                   | Nissan-e.dams            | 2    | 0        | 0    | 0   | 0    | 0     | 28º  |
| 2024     | Indy NXT                    | HMD Motorsports          | 14   | 1        | 1    | 3   | 6    | 436   | 3º   |

* Stagione in corso.

### Risultati nella Formula Renault Eurocup
(legenda) (Le gare in grassetto indicano la pole position) (Le gare in corsivo indicano Gpv)
| Stagione | Team     | 1   | 2   | 3   | 4   | 5   | 6   | 7   | 8   | 9   | 10  | 11  | 12  | 13  | 14  | 15  | 16  | 17  | 18  | 19  | 20  | Punti | Pos. |
| -------- | -------- | --- | --- | --- | --- | --- | --- | --- | --- | --- | --- | --- | --- | --- | --- | --- | --- | --- | --- | --- | --- | ----- | ---- |
| 2019     | R-ace GP | MNZ | MNZ | SIL | SIL | MON | MON | LEC | LEC | SPA | SPA | NÜR | NÜR | HUN | HUN | CAT | CAT | HOC | HOC | YMC | YMC | 207   | 5º   |
| 2019     | R-ace GP | 12  | 7   | 5   | 4   | 3   | 4   | 5   | 4   | 8   | 2   | 6   | 3   | 4   | 4   | 4   | 7   | 3   | 3   | 8   | 3   | 207   | 5º   |
| 2020     | R-ace GP | MNZ | MNZ | IMO | IMO | NÜR | NÜR | MAG | MAG | ZAN | ZAN | CAT | CAT | SPA | SPA | IMO | IMO | HOC | HOC | LEC | LEC | 304   | 2º   |
| 2020     | R-ace GP | 3   | 1   | 2   | 5   | 6   | 4   | 1   | 2   | 2   | 1   | 2   | 2   | 7   | 6   | 1   | Rit | 1   | Rit | 2   | 4   | 304   | 2º   |

### Risultati completi Formula 3
(legenda) (Le gare in grassetto indicano la pole position) (Le gare in corsivo indicano Gpv)
| Stagione | Team                  | 1   | 2   | 3   | 4   | 5   | 6   | 7   | 8   | 9   | 10  | 11  | 12  | 13  | 14  | 15  | 16  | 17  | 18  | 19  | 20  | 21  | Punti | Pos. |
| -------- | --------------------- | --- | --- | --- | --- | --- | --- | --- | --- | --- | --- | --- | --- | --- | --- | --- | --- | --- | --- | --- | --- | --- | ----- | ---- |
| 2021     | MP Motorsport         | CAT | CAT | CAT | LEC | LEC | LEC | RBR | RBR | RBR | HUN | HUN | HUN | SPA | SPA | SPA | ZAN | ZAN | ZAN | SOC | SOC | SOC | 93    | 9º   |
| 2021     | MP Motorsport         | 3   | 5   | 8   | 13  | Rit | 3   | 17  | 17  | 7   | 20  | 12  | 16  | 9   | 4   | 4   | 5   | 4   | 5   | 5   | C   | Rit | 93    | 9º   |
| 2022     | MP Motorsport         | BHR | BHR | IMO | IMO | CAT | CAT | SIL | SIL | RBR | RBR | HUN | HUN | SPA | SPA | ZAN | ZAN | MNZ | MNZ |     |     |     | 88    | 8º   |
| 2022     | MP Motorsport         | 7   | Rit | 24  | 23  | 3   | 7   | 11  | 4   | 2   | 27  | 1   | 9   | 10  | 6   | 1   | 7   | 3   | 20  |     |     |     | 88    | 8º   |
| 2023     | Van Amersfoort Racing | BHR | BHR | MEL | MEL | MON | MON | CAT | CAT | RBR | RBR | SIL | SIL | HUN | HUN | SPA | SPA | MNZ | MNZ |     |     |     | 73    | 9º   |
| 2023     | Van Amersfoort Racing | 3   | 14  | 21  | 16  | 9   | Rit | 14  | 12  | 3   | 3   | 4   | 15  | 14  | 19  | 1   | 5   | 19  | 4   |     |     |     | 73    | 9º   |

### Risultati in Indy NXT
(legenda) (Le gare in grassetto indicano la pole position) (Le gare in corsivo indicano Gpv)
| Stagione | Team            | 1   | 2   | 3   | 4   | 5   | 6   | 7   | 8   | 9   | 10  | 11  | 12  | 13  | 14  | Punti | Pos. |
| -------- | --------------- | --- | --- | --- | --- | --- | --- | --- | --- | --- | --- | --- | --- | --- | --- | ----- | ---- |
| 2024     | HMD Motorsports | STP | ALA | IMS | IMS | DET | ROA | LAG | LAG | MOH | IOW | GAT | POR | MIL | NSH | 436   | 3°   |
| 2024     | HMD Motorsports | 7   | 4   | 19  | 3   | 2   | 5   | 2   | 2   | 1   | 18  | 14  | 4   | 8   | 3   | 436   | 3°   |
| 2025     | HMD Motorsports | STP | ALA | IMS | IMS | DET | GAT | ROA | MOH | IOW | LAG | LAG | POR | MIL | NSH | 117*  |      |
| 2025     | HMD Motorsports | 3   | 19  | 2   | 5   |     |     |     |     |     |     |     |     |     |     | 117*  |      |

### Risultati Formula E
| Stagione | Squadra                 | Vettura                 | 1                   | 2            | 3           | 4                                               | 5   | 6   | 7   | 8   | 9   | 10  | 11  | 12  | 13     | 14     | 15  | 16  | Punti | Pos |
| --- | ----------------------- | ----------------------- | ------------------- | ------------ | ----------- | ----------------------------------------------- | --- | --- | --- | --- | --- | --- | --- | --- | ------ | ------ | --- | --- | ----- | --- |
| 2023-24 | Nissan-e.dams           | Spark-Nissan e-4ORCE 04 | MEX                 | DIR          | DIR         | SAP                                             | TOK | MIS | MIS | MON | BER | BER | SHA | SHA | POR 18 | LON 16 | LON | LON | 0     | 28º |
| \| Legenda \| 1º posto \| 2º posto \| 3º posto \| A punti \| Senza punti \| Grassetto=Pole position Corsivo=Giro più veloce \| \| Legenda \| Solo prove/Terzo pilota \| Non qualificato \| Ritirato/Non class. \| Squalificato \| Non partito \| Grassetto=Pole position Corsivo=Giro più veloce \| |                         |                         |                     |              |             |                                                 |     |     |     |     |     |     |     |     |        |        |     |     |       |     |
| Legenda | 1º posto                | 2º posto                | 3º posto            | A punti      | Senza punti | Grassetto=Pole position Corsivo=Giro più veloce |     |     |     |     |     |     |     |     |        |        |     |     |       |     |
| Legenda | Solo prove/Terzo pilota | Non qualificato         | Ritirato/Non class. | Squalificato | Non partito | Grassetto=Pole position Corsivo=Giro più veloce |     |     |     |     |     |     |     |     |        |        |     |     |       |     |

* Stagione in corso.